# عمر تورو
عمر تورو هو لاعب بارالمبي مختصّ في سباقات المضمار والميدان من كوبا نافس بشكل رئيسي في فعاليات سباقات السرعة من الفئة T12.
نافس عمر في دورتين أولمبيتين لذوي الاحتياجات الخاصة، أولاها دورة الألعاب البارالمبية الصيفية 1992 حقق فيها ميدالية ذهبية في سباق 400 متر وفضية سباق 100 متر وبرونزية سابق 200 متر. كانت مشاركته الثانية بعد اثني عشر عامًا في الألعاب البارالمبية الصيفية 2004 حيث شارك في سباقات 200 متر و400 متر لكنه لم يصل إلى نهائيات أيٍّ من السباقين.